# Institut national de technologie agricole

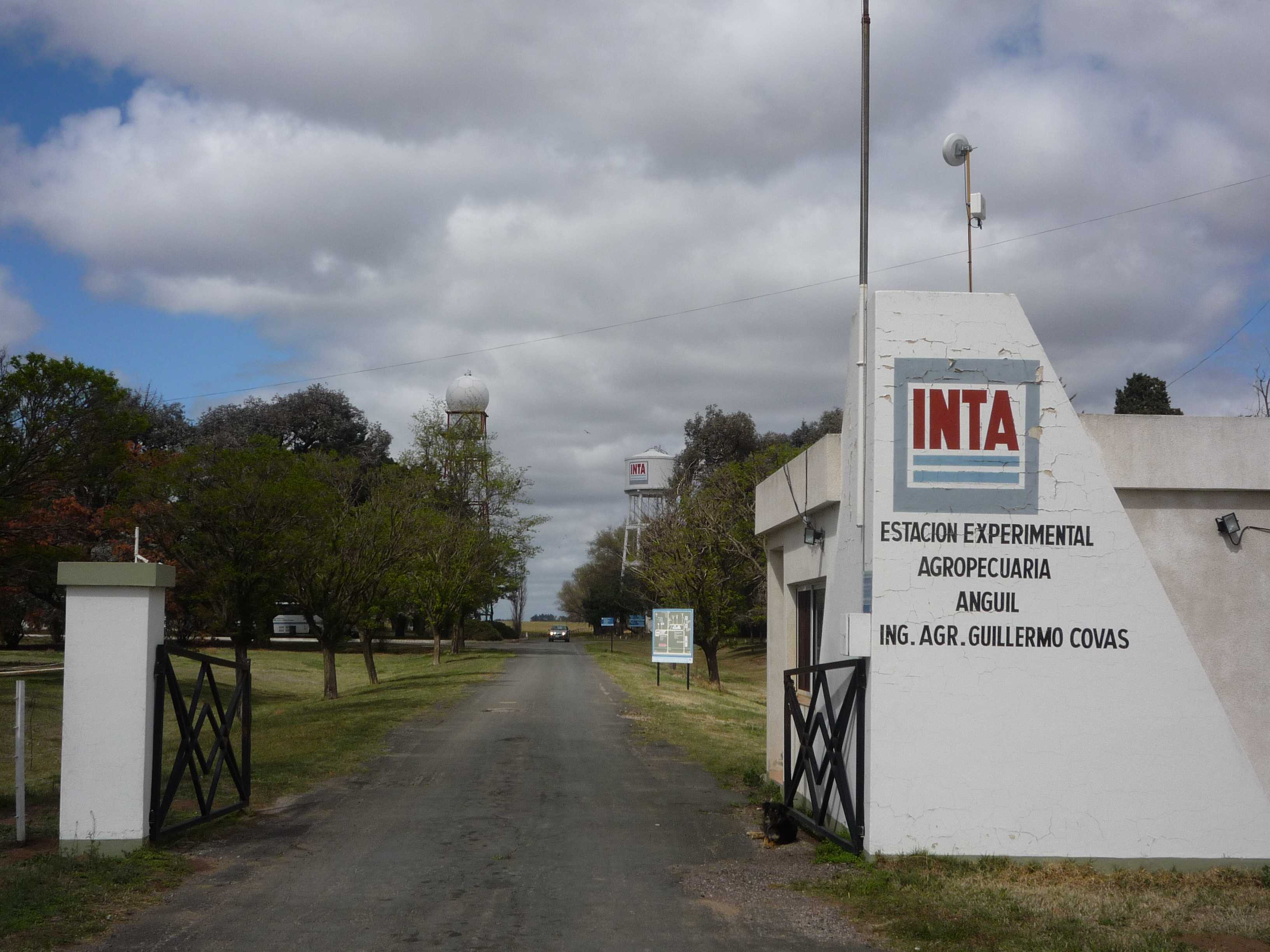
Entrée de la station expérimentale Anguil.

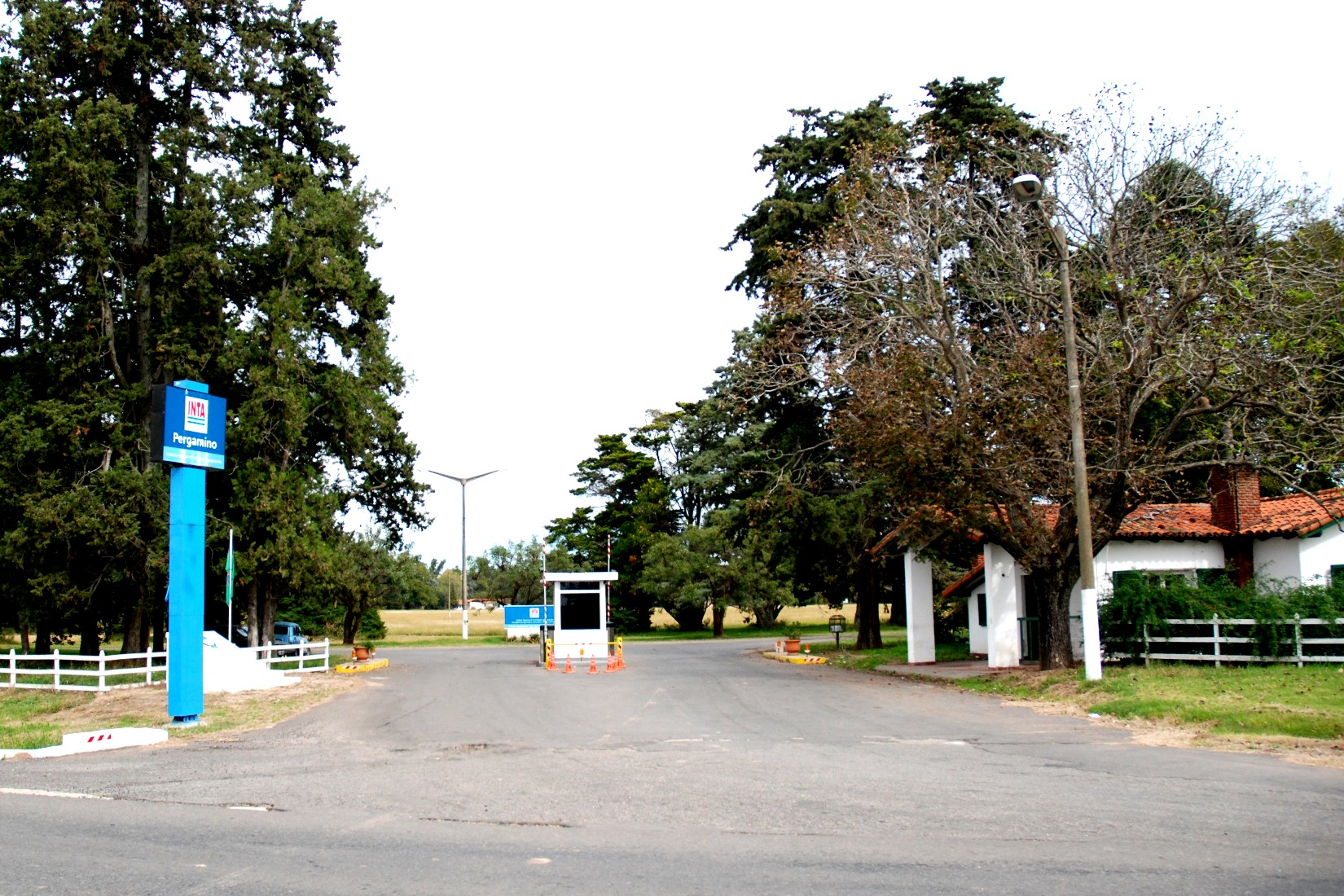
Entrée de la station expérimentale Pergamino.

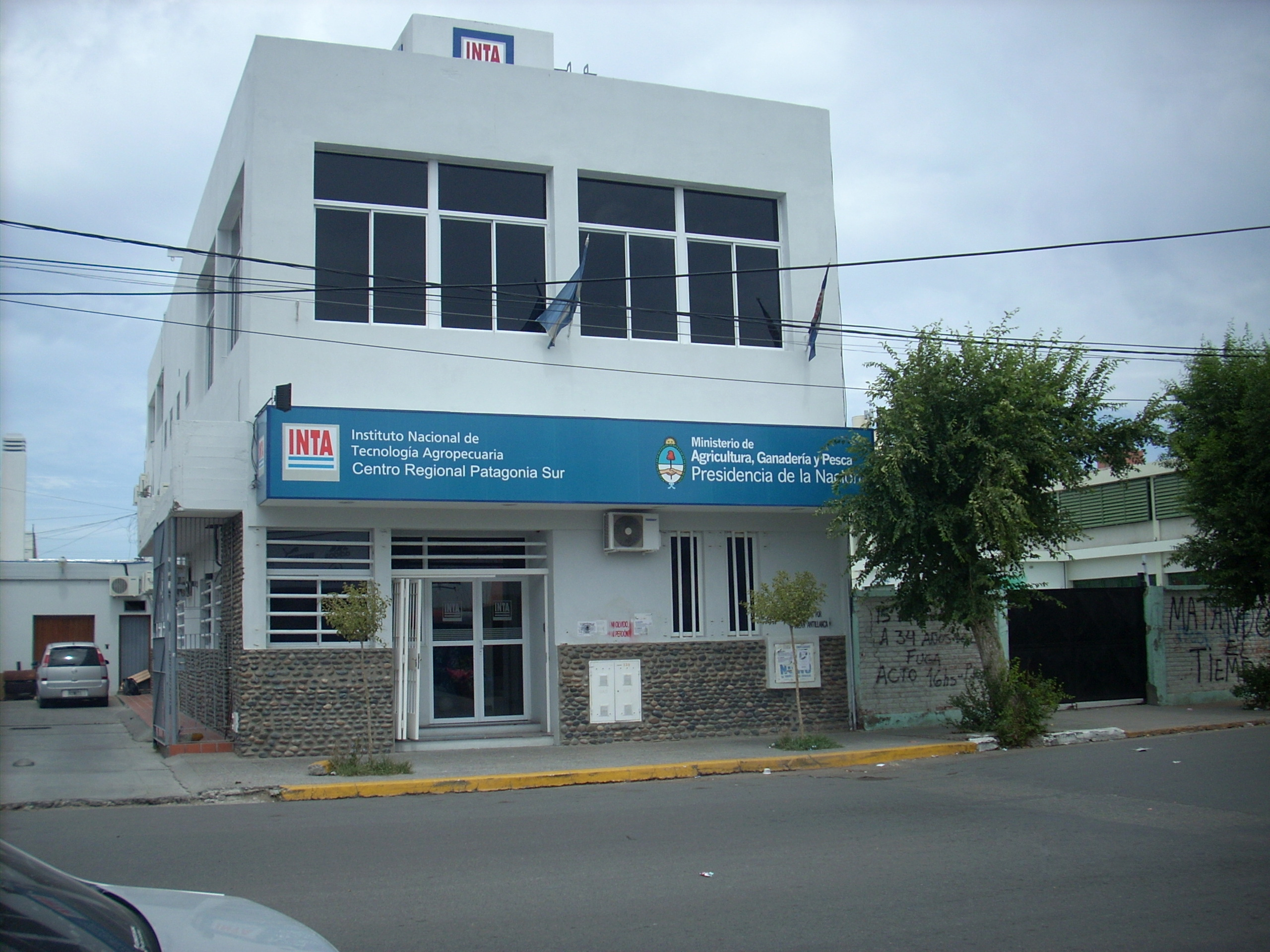
Bureaux à Trelew.

L’Institut national de technologie agricole,,, (espagnol : Instituto nacional de tecnología agropecuaria), abrégé INTA, est un centre de recherche agronomique argentin rattaché au ministère de l'Agriculture, de l'Élevage, de la Pêche et de l'Alimentation.
Ses fonctions sont de créer, adapter et transférer des technologies, connaissances et processus de formation dans les domaines agronomique, forestier et agroindustriel dans un cadre de durabilité écologique.
Créé en 1956, cet institut est doté de l'autonomie opérationnelle et financière, conférée par la loi 25641/02, qui organise son financement moyennant une taxe de 0,5 % sur les importations.

## Activités
- L'INTA crée de l'information et des techniques appliquées à des processus ou à des produits, qui sont par la suite transférés aux producteurs.

- Il travaille dans le domaine de l'amélioration génétique et du développement de qualités spécifiques de diverses espèces végétales comme les céréales, oléagineux, arbres fruitiers, fleurs, légumes et essences forestières, ainsi que dans la gestion de cultures et de forêts indigènes.

- Il travaille également dans les domaines liés aux questions de santé, de gestion des parasites et ravageurs, des mauvaises herbes et des maladies.

- Il s'intéresse aussi à la gestion des marchés de consommation intérieur et international, et à l'évaluation économique de l'application des différentes technologies.

- Il hiérarchise les domaines liés à la récolte, la post-récolte, le conditionnement, la distribution et la traçabilité de la viande et des produits laitiers.

- Il maintient un « Atlas phytopathologique » informatisé, dans lequel sont regroupées les informations sur les espèces végétales et leurs parasites les plus communs.

## Organisation
L'INTA a un « conseil directeur », qui est un organe collégial composé de membres de la sphère officielle et de la sphère privée. Ils définissent les politiques au niveau national. 
La « Direction nationale » est responsable de l'exécution des directives fixées par le conseil d'administration. 
La Direction nationale est assistée par deux services techniques, un service d'organisation et un service d'administration.
Il dispose de 15 centres régionaux, de 47 stations expérimentales agricoles et de plus de 313 unités d'extension, réparties dans l'ensemble du pays, où sont réalisées les activités d'expérimentation, et de transfert aux producteurs des connaissances acquises.

### Centres de recherche

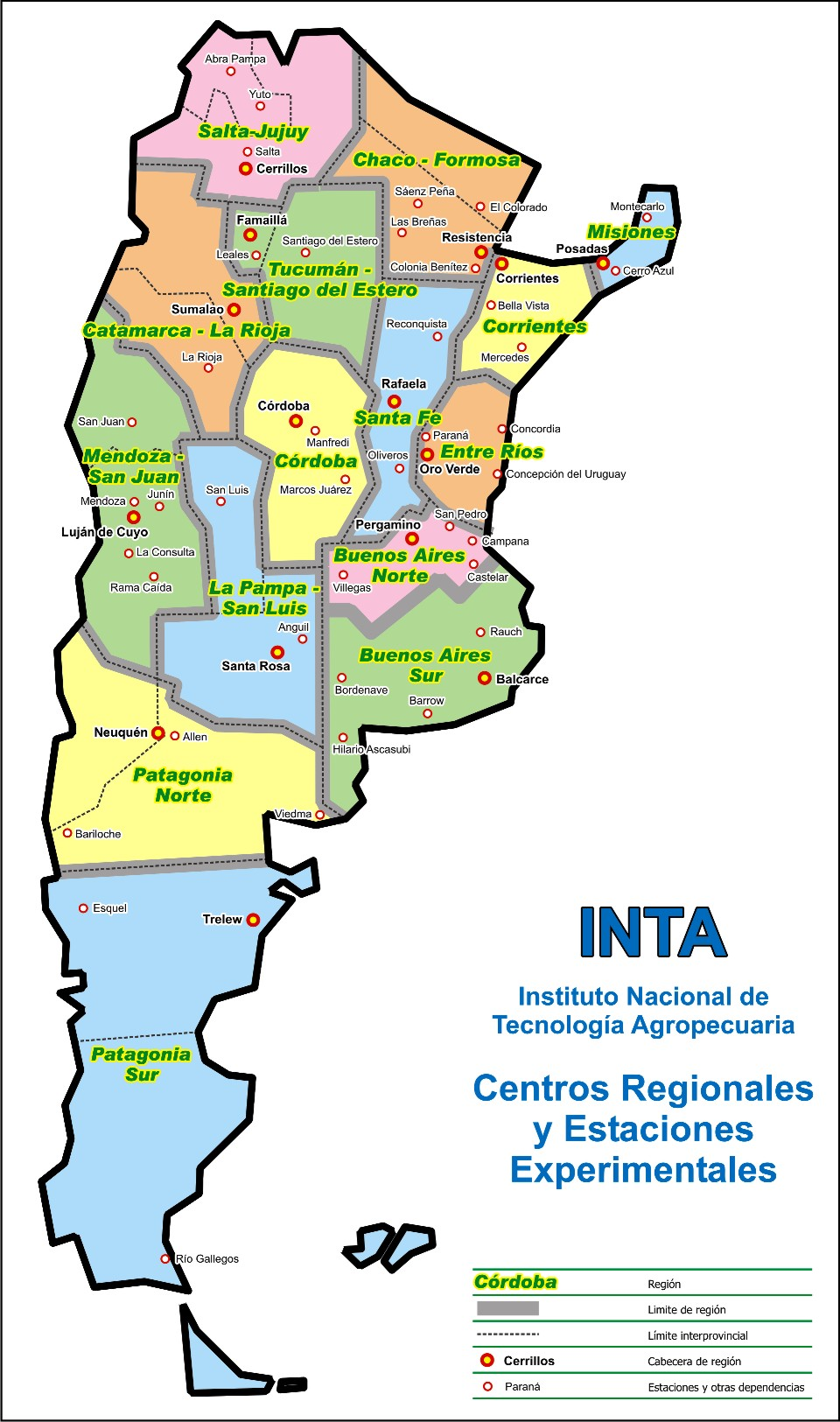
Régions et stations expérimentales de l'INTA.

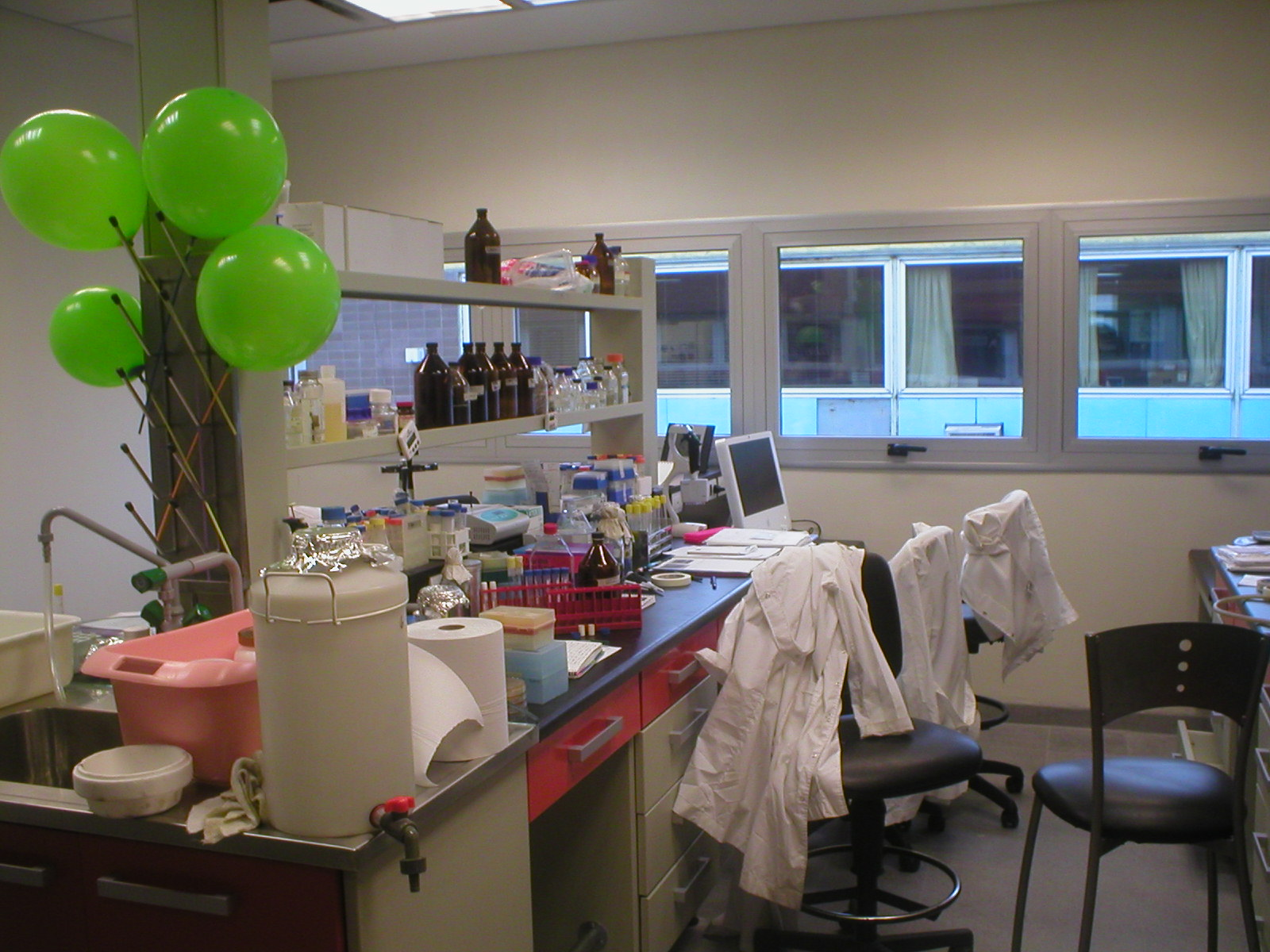
Laboratoire de biologie moléculaire.

Centre national de recherches agronomiques de Castelar
- Centre de recherche sur l'agroindustrie (CIA)
  - Institut d'ingénierie rurale (IIR)
  - Institut de technologie des aliments (ITA)
- Centre de recherche en sciences vétérinaraires et agronomiques (CICVyA)
  - Institut de biotechnologie
  - Institut de génétique « Ewald A. Favret » (IGEAF)
  - Institut de microbiología y Zoología Agrícola (IMyZA)
  - Institut de pathobiologie
  - Institut de virologie
- Centre de recherche sur les ressources naturelles CIRN « Ing. Agr. Roberto R. Casas »
  - Institut du climat et de l'eau
  - Institut de ressources biologiques
  - Institut des sols
  - Institut de floriculture
- Centre de recherche et développement technologique pour la petite agriculture familiale (CIPAF)
  - Institut de recherches pour la petite agriculture familiale de Cuyo
  - Institut de recherches pour la petite agriculture familiale du Nord-Est argentin
  - Institut de recherches pour la petite agriculture familiale du Nord-Ouest argentin
  - Institut de recherches pour la petite agriculture familiale de la Région Pampeana
  - Institut de recherches pour la petite agriculture familiale de la Patagonie
- Institut d'économie et sociologie (IES)
- Centre de recherches agronomiques (CIAP)
  - Institut de physiologie et ressources génétiques végétales (IFRGV)
  - Institut de recherche animale du Chaco semi-aride (IIACS)
  - Institut de pathologie végétale (IPaVe)

## Recherche appliquée

### Énergies nouvelles
L'INTA collabore avec l'université nationale de Cuyo pour développer un programme de production de carburants à partir de ressources renouvelables. Cette recherche est axée sur la culture de plantes, en particulier celles qui sont les plus adaptées aux régions désertiques, comme une alternative aux combustibles fossiles, très polluants et en déclin. 
Cette recherche s'inscrit dans le cadre de la législation nationale qui prévoit que, à compter de 2010, l'essence doit contenir 5 % de bioéthanol et le gazole 5 % de biodiesel.